# Aridulodrilus molesworthae
Aridulodrilus molesworthae — вид малощетинкових червів родини мегасколецид (Megascolecidae). Описаний у 2021 році.

## Назва
Родова назва походить від латинського словосполучення aridulo drilus, що означає «напівпустельний черв'як». Вид названо на честь пані Розалінд Моулсворт, управляючої землею, де знайдено типовий зразок.

## Поширення
Ендемік Австралії. Мешкає в напівпосушливому регіоні на заході Нового Південного Уельсу. Невідомий за межами свого типового місцезнаходження, площею десять гектарів.

## Опис
Тіло завдовжки понад 25 см, може розтягуватися до 1,5 м. Має понад 15 щетинок на сегмент на всьому протязі. Дорсальні пори присутні. Найближчим родичем, мабуть, є Austrohoplochaetella (Jamieson , 1971), диференційована за відсутністю в Aridulodrilus будь-якого розвитку каудальної видільної системи. Також в Aridulodrilus відсутній кишковий тифлозоль.